# Walgreens Boots Alliance
Walgreens Boots Alliance, Inc è una multinazionale americana, con sede a Deerfield, Illinois, leader mondiale nella distribuzione di prodotti per la salute e il benessere, con 21.000 punti vendita e 450.000 dipendenti in più di 25 paesi, oltre a 425 centri di distribuzione in grado di effettuare consegne a più di 250.000 farmacie, ospedali e ambulatori.
Quotata dal 31 dicembre 2014 al Nasdaq, dal giugno 2018 ha sostituito General Electric nel paniere delle 30 Blue Chip dell'indice Dow Jones.

## Storia
Nata il 31 dicembre 2014 e da subito operativa al Nasdaq, la società possiede Walgreens, Boots e Alliance Healthcare con punti di vendita propri e una serie di attività nel settore farmaceutico specializzate nella distribuzione e nel commercio all'ingrosso, in seguito all'acquisizione effettuata nel 2014 da parte di Walgreens del 55% della società svizzera Alliance Boots (principali azionisti Stefano Pessina e Ornella Barra) in cui era già entrata nel 2012 rilevandone il 45% del capitale. Opera attraverso Alliance Healthcare, Boots UK, Boots Opticians, Duane Reade, Walgreens, Farmacias Benavides, Farmacia Ahumada. Pessina è presidente esecutivo, mentre Ornella Barra é chief operating officer, international.
Nel luglio 2015 la multinazionale acquisisce da Avon per 140 milioni di sterline Liz Earle Beauty Co. Lmt, proprietaria del marchio di prodotti per la pelle Liz Earle. Nel giugno 2017 rileva 2.186 farmacie, 3 centri di distribuzione e i relativi inventari per un controvalore di 5,175 miliardi di dollari dalla terza catena di drugstores americana, Rite Aid. Sei mesi più tardi, nel dicembre 2017, raggiunge l'accordo per acquisire il 40% della catena cinese di farmacie GuoDa con sede a Shanghai attraverso un aumento di capitale pari a 416 milioni di dollari.
Nell'aprile 2019 è annunciato lo sbarco in Italia con l'acquisto a Milano, in piazza del Duomo, della prima e storica farmacia Carlo Erba. L'idea è di creare una grande catena di farmacie con l'insegna Boots, quella già utilizzata in Gran Bretagna.

## Le aziende del gruppo
Nel 2019 il gruppo (9277 farmacie Walgreens negli Stati Uniti e 4605 farmacie in altri Paesi del mondo, di cui circa 2500 farmacie Boots nel Regno Unito) è organizzato in tre divisioni: Retail Pharmacy Usa (Walgreens e Duane Reade), Retail Pharmacy International (Boots, Farmacias Benavides e Farmacias Ahumada), Pharmaceutical Wholesale (Alliance Healthecare).

### Walgreens
Vende farmaci e una vasta gamma di articoli per la casa, inclusi prodotti per la cura personale e la bellezza. Fornisce anche una serie di servizi come quelli fotografici. Dal 2009 ha negozi in tutti i 50 stati USA, nel Distretto di Columbia, a Porto Rico e nelle Isole Vergini Americane.
Nasce nel 1901 come drug store in un sobborgo di Chicago ad opera di Charles Rudolph Walgreen. Nel 1913 dispone già di 4 negozi nel South Side Chicago, nel 1919 ha una catena di una ventina di negozi che si sviluppa in particolare nel periodo del proibizionismo vendendo alcol sottobanco, nel 1930 i negozi sono 397. Negli anni cinquanta arrivano a 2100 ma una forte espansione si ha in particolare nel XXI secolo con l'acquisizione nel 2006 della catena Happy Harry's. Nel 2007 tocca quota 6.000 negozi con quello aperto a New Orleans, in Louisiana, nel 2009 è presente in tutti gli Stati USA, nel febbraio 2010 compra per 1,075 miliardi di dollari (accollandosi anche i debiti) Duane Reade, operativa soprattutto a New York e dintorni.
Nel 2011 acquisisce per 409 milioni di dollari Drugstore.com che a sua volta possiede Beauty.com. Entrambi saranno poi chiusi nel 2016 per concentrarsi sul proprio sito web Walgreens.com. Sempre quell'anno continua ad espandersi a Guam e Porto Rico, presenta anche il suo nuovo marchio, Nice!, che ha sostituito vari marchi del gruppo come Café e Deerfield Farms. Nel 2012 rileva il 45% di Alliance Boots pagando 6,7 miliardi di dollari con la clausola che sarebbe di nuovo intervenuta entro tre anni. Nel 2013 rileva altre due catene, Mid-South e New Drug.
Walgreens era proprietaria di Sanborn, una delle più grandi catene di farmacie e grandi magazzini in Messico, acquistata da Frank Sanborn nel 1946 e venduta nel 1982 al Grupo Carso. Negli anni ottanta possedeva e gestiva anche una catena di un centinaio di ristoranti familiari, chiamata Wag's. La maggior parte di questi ristoranti saranno poi ceduti nel 1988 a Marriott Corp. Negli anni venti aveva aperto anche uno stabilimento per fare il gelato dopo avere lanciato nel 1922 il frappé al malto. Nella catena Walgreens si vende anche tabacco.

### Duane Reade
Catena di farmacie e minimarket, situata principalmente a New York. La sede si trova a Manhattan, proprio vicino a Madison Square Garden. Fondata nel 1960 dalla famiglia Cohen (Abraham, Eli e Jacob), con magazzino situato tra le vie Duane e Reade, vicino a Broadway. Prende il nome proprio dalle due strade intitolate ai primi politici americani, James Duane (1733-1797) e Joseph Reade (1694-1771). Nel 1992 la famiglia Cohen ha ceduto per 239 milioni di dollari la società a Bain Capital che poi l'ha rivenduta nel 1997 alla catena Donaldson, Lufkin e Jenrette. Nel 1998 Duane Reade ha acquisito per 61 milioni di dollari Rock Bottom Stores Inc, catena di negozi per la vendita di farmaci. Nel 2004 Duane Reade finisce sotto il controllo di Oak Hill Capital Partner e nel 2010, quando i debiti hanno ormai superato i 400 milioni, è rilevata da Walgreens per 1,08 miliardi (paga in contanti 618 milioni e si assume il debito di 427 milioni).
Nel 2011 ha aperto il suo flagship store all'interno del Trump Building.

### Boots UK
Fondata nel 1849 da John Boot con un negozio di erboristeria a Nottingham, è la più grande catena di farmacie al dettaglio del Regno Unito: gestisce nel 2018 circa 2500 farmacie dislocate nelle strade principali e nei centri città del Regno Unito e dell'Irlanda, è anche presente negli Emirati Arabi Uniti, nel Bahrein, in Norvegia, Lituania, Paesi Bassi, Corea del Sud e Thailandia dopo avere chiuso negli anni ottanta le attività, aperte a partire dal 1936, in Canada, Nuova Zelanda e Francia. I servizi ottici sono offerti dal 1997 da Boots Opticians, negozi specializzati, dal test della vista alla vendita di occhiali e lenti a contatto. Dal 1998 sono offerti anche servizi d'odontoiatria.
Nel 1920 i negozi Boots, chiamati all'epoca Boots Pure Drug, sono ceduti agli americani della United Drug Company ma undici anni più tardi, nel 1931, ritornano nelle mani della famiglia Boot, guidata allora dal nipote del fondatore, anche lui di nome John e con un titolo nobiliare, barone di Trent. In quegli anni comincia l'espansione all'estero a partire dal Canada e dalla Nuova Zelanda. Negli anni sessanta si sviluppa grazie ad un analgesico, Ibufrofen; nel 1968 acquisisce la catena Timothy Whites & Taylors Lmt, nel 1971 la società prende il nome di The Boots Company Limited.
Nell'ottobre 2005 si fonde con Alliance UniChem, nel 2006 nasce Alliance Boots plc, che nell'aprile 2007 è acquistata con un'operazione di leverage buyout dal fondo KKR (Kohlberg Kravis Roberts) e Stefano Pessina per 11,1 miliardi di sterline, battendo l'offerta di Terra Firma Capital Partners di Guy Hands. Nel giugno 2008 la sede è trasferita a Zugo, in Svizzera.
Tra le gamme cosmetiche vendute figurano i marchi No7, Sopa and Glory, Soltan, Botanics.

### Farmacias Benavides e Farmacias Ahumada
Farmacias Benavides, fondata nel 1917 a Monterrey, è la terza catena del Messico nella distribuzione intermedia del farmaco e nel settore healthy e beauty con più di mille punti vendita. All'inizio si chiama "Botica del Carmen", apre la prima farmacia nel 1940. Quotata alla Borsa di Città del Messico dal 1993, finisce sotto il controllo del gruppo messicano Casa Saba che nel frattempo ha acquisito la terza catena di distribuzione del farmaco in Cile, Farmacias Ahumada, con circa 400 farmacie e quotata alla Borsa di Santiago dal 1997. Fondata nel 1968 da José Coduer Chijnera con una farmacia nel centro di Santiago, in Paseo Ahumada, la società ha avuto un forte sviluppo acquisendo altre catene farmaceutiche ed entrando così nei mercati del Perù e del Brasile per poi cederle e rientrare entro i confini cileni.
Nel 2014 Casa Saba ha ceduto la società che controlla le due catene, Fasa, ad Alliance Boots di Stefano Pessina e Ornella Barra.

### Alliance Healthcare
Chiamata in questo modo nel 2009, è uno dei più grossi distributori farmaceutici in Europa: fornisce medicinali, altri prodotti sanitari e servizi a oltre 110.000 farmacie, medici, centri sanitari e ospedali da 291 centri di distribuzione in 11 paesi. Fa parte della stessa divisione Wholesale la rete Alphega Pharmacy che offre una gamma di servizi a farmacie indipendenti, tra cui formazione professionale e servizi di supporto.
All'inizio, nel 1977, c'è Alleanza Farmaceutica, fondata in Italia, a Napoli, da Stefano Pessina.. Da quel momento inizia una lunga serie di acquisizioni: la prima con Di Pharma, una società di distribuzione fondata in Liguria da Ornella Barra che sarà suo partner sia nella vita professionale sia in quella privata. La società più avanti prende il nome di Alleanza Salute Italia diventando leader in Italia, quindi si allarga in Europa prendendo il nome di Alliance Santé Sa, nel novembre 1997 si fonde con UniChem plc formando Alliance UniChem. Nel 1998 acquisisce il controllo del grossista spagnolo Grupo Safa, nel 1999 realizza una partnership con la svizzera Galenica Sa, rileva società anche nella Repubblica Ceca e in Portogallo. Nel 2000 l'espansione tocca i Paesi Bassi (due società: Interpharma e De Vier Vijzer), l'anno successivo è in Turchia con un accordo con la turca Hedef Holding, nel 2002 rileva in Norvegia il grossista Holtung, quell'anno Alliance UniChem entra anche in Borsa a Londra al FTSE 100. Nel 2003 acquisisce il 40% dell'egiziana UCP, quindi un distributore spagnolo, nell'ottobre 2005 si fonde con l'inglese Boots Group. La sede viene spostata in Svizzera, a Zugo, nel 2006 la maggioranza è acquisita dal fondo americano di private equity KKR e da Stefano Pessina insieme a Ornella Barra.